# Копа Америка 1979.
Копа Америка 1979. је било тридесет прво издање овог такмичења. Првенство је одржано од 18. јула до 12. децембра 1979. године. По други пут није постојало фиксно место одржавања турнира, а све утакмице су се играле током пет месеци у свакој земљи учесници. Шампион овог такмичења постала је репрезентација Парагваја, која је по други пут освојио Копа Америка (први пут 1953. у Перуу), победивши Чиле бољом гол-разликом након ремија у тајбрејк мечу.
У првој фази јужноамеричког турнира формиране су три групе од по три тима, са домаћим и гостујућим утакмицама. Бранилац титуле Перу је био слободан до полуфинала.
У финалу, ако је након реванша дошло до изједначења, доигравање се играло на неутралном терену, што је и овог пута било неопходно. Пошто је и ова трећа утакмица на неутралном терену завршена 0:0, Парагвај је постао шампион Јужне Америке захваљујући бољој гол-разлици која је остварена у прве две утакмице. Парагвају је то била друга титула на Копа Америка након освајања прве титуле 1953. године. Плејоф утакмица у Буенос Ајресу одиграна је пред само 6.000 гледалаца. Пети пут у историји такмичења, укупна посета на свим утакмицама је прешла бројку од преко милион, али без обарања рекорда из 1945.
Светски шампион Аргентина је била тек трећа у својој групи, што је представљало изненађење турнира.

## Учесници
На првенству Јужне Америке учествовало десет репрезентација: Боливија, Перу, Бразил, Колумбија, Еквадор, Парагвај, Аргентина, Уругвај, Чиле и Венецуела. Репрезентација која је освојила прво место у групи је ишла у полуфинално такмичење. Победник полуфинала из две утакмице, гост домаћин, је ишао у финале.
1. Аргентина

2.  Бразил

3.  Боливија

4.  Венецуела

5.  Еквадор

6.  Колумбија

7.  Парагвај

8.  Перу

9.  Уругвај

10.  Чиле

## Градови домаћини и стадиони
| Буенос Ајрес, Аргентина | Буенос Ајрес, Аргентина | Ла Паз, Боливија    | Рио де Жанеиро, Бразил | Сао Пауло, Бразил   | Сантијаго, Чиле          |
| ----------------------- | ----------------------- | ------------------- | ---------------------- | ------------------- | ------------------------ |
| Хосе Амалфитани         | Монументал              | Ернандо Силес       | Маракана               | Морумби             | Насионал де Чиле         |
| Капацитет: 49.540       | Капацитет: 74.624       | Капацитет: 51.000   | Капацитет: 200.000     | Капацитет: 67.400   | Капацитет: 70.000        |
| Хосе Амалфитани         | Ел Монументал           | Ернандо Силес       | Маракана               | Морумби             | Насионал, Чиле           |
| Богота, Колумбија       | Кито, Еквадор           | Асунсион, Парагвај  | Лима Перу              | Монтевидео, Уругвај | Сан Кристобал, Венецуела |
| Ел Кампин               | Олимпико Атахуалпа      | Дефенсорес дел Чако | Насионал               | Сентенарио          | Полидепортиво            |
| Капацитет: 36.343       | Капацитет: 35.742       | Капацитет: 42.354   | Капацитет: 50.000      | Капацитет: 76.609   | Капацитет: 25.000        |
| Ел Кампин               | Олимпико Атахуалпа      | Модело              | Насионал               |                     | Сентенарио               |

## Први круг
Тимови су били подељени у три групе од по три тима. Сваки тим је играо два пута (код куће и у гостима) против других тимова у својој групи, са два бода за победу, један бод за нерешено и без бодова за пораз. Победници сваке групе пласирали су се у полуфинале где их је чекао Перу као владајући шампион и као четврта репрезентација полуфинала

### Група А
| Репрезентација | И | Д | Н | И | ДГ | ПГ | ГР  | Бод. |
| -------------- | - | - | - | - | -- | -- | --- | ---- |
| Чиле           | 4 | 2 | 1 | 1 | 10 | 2  | +8  | 5    |
| Колумбија      | 4 | 2 | 1 | 1 | 5  | 2  | +3  | 5    |
| Венецуела      | 4 | 0 | 2 | 2 | 1  | 12 | −11 | 2    |

### Утакмице
| Венецуела | 0–0 | Колумбија |
| --------- | --- | --------- |
|           |     |           |

| Венецуела    | 1–1 | Чиле       |
| ------------ | --- | ---------- |
| Карвахал 70’ |     | Передо 81’ |

| Колумбија | 1–0 | Чиле |
| --------- | --- | ---- |
| Дијаз 21’ |     |      |

| Колумбија                                            | 4–0 | Венецуела |
| ---------------------------------------------------- | --- | --------- |
| Игуаран 17’ · Валдерама 53’ · Чапаро 59’ · Морон 86’ |     |           |

| Чиле                                                                      | 7–0 | Венецуела |
| ------------------------------------------------------------------------- | --- | --------- |
| Передо 3’, 59’ · Велиз 31’ · Ривас 38’, 54’ (пен.) · Сото 80’ · Јањез 84’ |     | Пајез     |

| Чиле                   | 2–0 | Колумбија    |
| ---------------------- | --- | ------------ |
| Касељ 14’ · Передо 58’ |     | Валверде 54’ |

### Група Б
| Репрезентација | И | Д | Н | И | ДГ | ПГ | ГР | Бод. |
| -------------- | - | - | - | - | -- | -- | -- | ---- |
| Бразил         | 4 | 2 | 1 | 1 | 7  | 5  | +2 | 5    |
| Боливија       | 4 | 2 | 0 | 2 | 4  | 7  | −3 | 4    |
| Аргентина      | 4 | 1 | 1 | 2 | 7  | 6  | +1 | 3    |

### Утакмице
| Боливија          | 2–1 | Аргентина |
| ----------------- | --- | --------- |
| Рејналдо 29’, 66’ |     | Лопез 5’  |

| Боливија                 | 2–1      | Бразил              |
| ------------------------ | -------- | ------------------- |
| Арахонес 36’ (пен.), 73’ | Извештај | Динамите 30’ (пен.) |

| Бразил             | 2–1      | Аргентина   |
| ------------------ | -------- | ----------- |
| Зико 2’ · Тита 54’ | Извештај | Коскија 29’ |

| Аргентина                                | 3–0 | Боливија |
| ---------------------------------------- | --- | -------- |
| Пасарела 1’ · Гаспари 15’ · Марадона 65’ |     |          |

| Бразил              | 2–0      | Боливија |
| ------------------- | -------- | -------- |
| Тита 46’ · Зико 90’ | Извештај |          |

| Аргентина                             | 2–2      | Бразил                              |
| ------------------------------------- | -------- | ----------------------------------- |
| Пасарела 38’ · Дијаз 71’ · Гаљего 27’ | Извештај | Сократес 17’, 65’ (пен.) · Зико 27’ |

### Група Ц
| Репрезентација | И | Д | Н | И | ДГ | ПГ | ГР | Бод. |
| -------------- | - | - | - | - | -- | -- | -- | ---- |
| Парагвај       | 4 | 2 | 2 | 0 | 6  | 3  | +3 | 6    |
| Уругвај        | 4 | 1 | 2 | 1 | 5  | 5  | 0  | 4    |
| Еквадор        | 4 | 1 | 0 | 3 | 4  | 7  | −3 | 2    |

### Утакмице
| Еквадор           | 1–2      | Парагвај                     |
| ----------------- | -------- | ---------------------------- |
| Гарсес 64’ (пен.) | Извештај | Талавера 22’ · Солалинде 77’ |

| Еквадор                  | 2–1      | Уругвај                            |
| ------------------------ | -------- | ---------------------------------- |
| Теноријо 6’ · Аларкон 9’ | Извештај | Викторино 79’ (пен.) · Кастињо 65’ |

| Парагвај                   | 2–0      | Еквадор |
| -------------------------- | -------- | ------- |
| Е. Морел 27’ · Осоријо 48’ | Извештај |         |

| Уругвај                                     | 2–1      | Еквадор                            |
| ------------------------------------------- | -------- | ---------------------------------- |
| Бика 4’ · Викторино 57’ (пен) · Манеиро 78’ | Извештај | Клингер 77’ · Гранда 57’ · Рон 81’ |

| Парагвај   | 0–0      | Уругвај |
| ---------- | -------- | ------- |
| Овелар 35’ | Извештај |         |

| Уругвај                    | 2–2      | Парагвај          |
| -------------------------- | -------- | ----------------- |
| Милар 54’ (пен.) · Паз 83’ | Извештај | Е. Морел 34’, 88’ |

## Полуфинале
| Перу        | 1–2 | Чиле           |
| ----------- | --- | -------------- |
| Москера 71’ |     | Касељ 36’, 76’ |

| Чиле         | 0–0 | Перу      |
| ------------ | --- | --------- |
| Фигуероа 40’ |     | Рохас 33’ |

| Парагвај                    | 2–1      | Бразил      |
| --------------------------- | -------- | ----------- |
| Е. Морел 16’ · Талавера 35’ | Извештај | Палхиња 79’ |

| Бразил                           | 2–2      | Парагвај                    |
| -------------------------------- | -------- | --------------------------- |
| Фалкао 29’ · Сократес 61’ (пен.) | Извештај | М. Морел 31’ · Ромерито 68’ |

## Финале
Финале се играло у две утакмице и победник, шампион је репрезентација са више победа. Пошто су обе репрезентације имале по једну победу, одиграна је трећа утакмица која је завршена нерешено, као одлучујући фактор је узета гол разлика (3:1) и Парагвај је по други пут постао шампион.
Прва утакмица
| Парагвај                         | 3–0 | Чиле |
| -------------------------------- | --- | ---- |
| Ромерито 12’, 85’ · М. Морел 36’ |     |      |

Друга утакмица
| Чиле                     | 1–0 | Парагвај       |
| ------------------------ | --- | -------------- |
| Ривас 10’ · Бонваљет 17’ |     | · Е. Морел 17’ |

Плејоф
| Парагвај | 0–0 (п. с. н.) | Чиле |
| -------- | -------------- | ---- |
|          |                |      |

## Листа стрелаца
На овом првенству укупно 41 стрелаца је постигло 63 голова, титулу најбољег стрелца су поделили чилеанац Хорхе Передо и парагвајац Еухенијо Морел са по 4 постигнута гола.
| 4 гола - Хорхе Передо - Еухенио Морел 3 гола - Сократес - Касељ - К. Ривас - Ромеро 2 гола - Пасарела - Арагонес - Рејналдо - Тита - Зико - М. Морел - Талавера - Викторино 1 гол - Косција - Р.О. Дијаз | - Гаспари - К.А. Лопез - Марадона - Фалкао - Палхиња - Динамите - М. Сото - Велиз - Јањез - Чапаро - Е. Дијаз - Игуаран - Морон - Валверде - Аларкон - Клингер - Теноријо - Гарцес - Осорио - Солалинде - Москера - Бика - Милар - Паз - Корбахал |